# Ємець Василь Костьович
Василь Костьович Ємець (нар. 15 (27) грудня 1890, Шарівка Богодухівський повіт, Харківська губернія, Російська імперія — пом. 6 січня 1982, Лос-Анджелес, США) — український бандурист-віртуоз, бандурний майстер, історик, письменник, вояк Армії УНР.

## Життєпис

### Юність— Слобожанщина

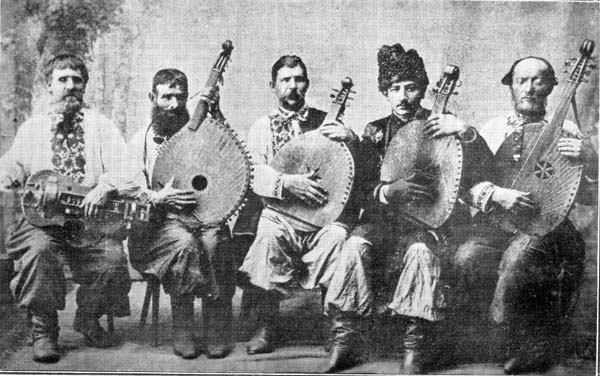
Ансамбль кобзарів на виступів в Охтирці в 1911 р.

Народився на Слобідській Україні в козацькій родині — Костя та Марії Курахович.
Музичні здібності, любов до української пісні передалися Василю від батька й матері. У їхній родинній оселі навіть стояв фонограф (з 1899 р.), на якому записували народні пісні. Хлопець виростав серед народних мелодій, особливо його захоплювала гра сліпих кобзарів. Навчаючись у старших класах гімназії, він на власноруч зароблені гроші купив собі бандуру в Київського майстра А. Паплинського.
В 1908 р. почав вивчати гру на бандурі у кобзаря Івана Кучугури-Кучеренка.
Перший його публічний виступ відбувся 6 грудня 1911 року в Охтирці (тепер Сумська область) в чоловічій гімназії. Цей виступ мав надзвичайний резонанс і ледь не завершився виключенням Василя з гімназії, бо він співав «Розриту могилу» Тараса Шевченка. Від виключення з гімназії врятувало те, що на вчительську раду, де розглядався цей «скандальний інцидент», він представив «Кобзаря» Т.Шевченка — з позначкою «Дозволено цензурою».
У 1911 році Василь Ємець вступає до Харківського університету на природничий відділ фізико-математичного факультету. У вільний від навчань час створює кобзарську групу і навчає гру на бандурі студентів, а також виступає у харківському кінотеатрі «Зєркало жізні» у перервах між фільмами. Цього року влітку він уперше почув кобзарський ансамбль сліпих кобзарів під керівництвом І. Кучеренка в Охтирці, що породило ідею створити такий ансамбль зрячих бандуристів.

### Кубань і Москва
Влітку 1913 року на запрошення Миколи Богуславського прибув до Катеринодару, де організовував «Першу кубанську кобзарську школу». Ця подорож в 1913 р. та наступного літа заклали основу для майбутнього розквіту кобзарської музики на Кубані. Ансамблі та гуртки бандуристів були закладені в усіх українських планаках-станицях на Кубані. Понад 50 бандуристів Кубані мали можливість вивчати гру на бандурі у В. Ємця.
1914 року після участі в демонстрації проти заборони вшанування пам'яті Тараса Шевченка В. Ємець змушений був виїхати з України до Москви, де продовжив навчання в місцевому університеті. Там він бере активну участь у товаристві «Кобзар» та спілкується з українськими бандуристами, які гуртувалися в Москві. Восени 1914 року Ємець виступив на Всеслов'янському концерті в Москві. Російська преса відзначила високу майстерність його гри.
У 1916 році відбувся виступ Василя Ємця у Великому імператорському театрі. Після цього виступу найбільша на той час московська газета «Русскоє слово» вперше назвала Ємця віртуозом. До сьогоднішнього часу В. Ємець єдиний бандурист, який виступав як соліст-бандурист у цьому театрі.
Закінчивши Московський університет 1917 року, він повернувся в Україну (на Чернігівщину), де у 1917–1918 роках вчителював у м. Сосниці (тепер Чернігівська область).

### Київ
У січні 1918 року в складі Бойового куреня військового міністерства УНР брав участь в обороні Києва від червоних військ Михайла Муравйова.
Березень-квітень 1918 року служив у полку ім. гетьмана Петра Дорошенка Першої козацької синьої дивізії УНР
У 1918 році за сприяння гетьмана Павла Скоропадського організував колектив з 8-ми бандуристів, який називався Кобзарський хор. Цей колектив став основою Київської капели бандуристів. 3 листопада 1918 року в Києві в театрі Берґоньє (тепер театр ім. Лесі Українки) відбувся перший прилюдний концерт Кобзарського хору. Потім були виступи в Українському робітничому домі, Купецькому зібранні, «Молодому театрі» Леся Курбаса. В березні 1919 після концерту, присвяченого Т. Шевченкові на Шулявці, Кобзарський хор ліквідувався і В. Ємець та інші учасники Кобзарського Хору покинули столицю.
1919 року виступав з концертами на фронтах на Тернопільщині та в Галичині.

### Еміграція у Європі
1920 року Ємець емігрує до Берліна, де ремонтує свою бандуру, студіює музику в Берлінській консерваторії та пише працю про кобзарів.
1922 — сольні концерти в Берліні та по Карпатській Україні. У видавництві «Українське слово» (Берлін) була видана його розвідка «Кобза та кобзарі» з бібліографічним додатком З.Кузелі (репринтне перевидання — видавництво «Музична Україна», 1993, Київ). Це найвідоміша, але не єдина його публікація — загалом їх понад 20 (деякі — іноземними мовами).
1923 року на запрошення Українського Громадського Комітету переїжджає в Чехословаччину. Виступає в таборах для інтернованих українців, пізніше — по різних містах Чехії. В Празі зорганізував школу гри на бандурі (1923) та на базі найкращих студентів — другу капелу бандуристів (1924 р.) та кілька студентських ансамблів гри на бандурі в околиці Праги та Подебрадах. У школі вивчали гру на бандурі майже 100 студенти. Під його ініціативою була також закладена майстерня для серійного виробництва бандури, яка перетворилася на філію фірми з виробництва музичних інструментів Інґушек, де були виготовлені понад 100 інструментів.
1926 — концерти в Ужгороді та по Закарпатті.
1927 — концерти в Бельгії та Франції.
1929 року Василь Ємець концертував по Франції та Закарпатті, Буковині, де виступав у Чернівцях.
1930–1932 — концертні гастролі північною Америкою, де записав платівку із записами «В степах України» та історичну пісню «Максим, козак Залізняк».
1934 року Василь Ємець переселився до Франції і на довгий час зупинився в Парижі, де брав участь у концертах французьких музичних товариств та по приватних домівках, які улаштовувала Федерацією французьких артистів.

### Еміграція у Північній Америці
1937 року переїжджає в Канаду. Багато концертує по всіх великих містах США та Канади.
1937 року одружився. Грає, пише, організовує, вчить і робить бандури. Переїжджає в Міннеаполіс.
1940 року переїхав до Голлівуду, США.
Весною 1941 року стає американським громадянином.
1942 — Концертні гастролі по США.
1945 року зробив першу хроматичну концертну бандуру на 56 струн. Створює новий репертуар для неї та застосовує свою техніку до гри на хроматичному інструменті.
1946 — Перший публічний виступ з хроматичним інструментом. Заграв Місячну сонату Бетховена на концерті у Філадельфії.
1948 — Концерти на радіо та телебаченні в Голлівуді та в Торонто. Власними руками змайстрував другу так звану «подвійну бандуру» на 62 струни. Згодом визнані професіонали не вірили, що таку бандуру міг зробити аматор. Використовують звук бандури у кількох фільмах.
1952 року в Голлівуді записує другу довгограючу платівку на хроматичній подвійній бандурі, де були записані композиції «В горах України», «Передзвін», «Танцюючи сніжинки» та кілька класичних транскрипцій. Платівка не була комерційно видана за життя бандуриста.
У США з ним познайомився з о. Іринеєм Готра-Дорошенко, В. Ємець став його учителем з гри на бандурі.
На своїй бандурі виконував транскрипції творів Бетховена, Чайковського, Дворжака, і мріяв поставити її поруч арфи, скрипки, піаніно.
В старості працював над завершенням видання своїх спогадів про концертні подорожі Закарпаттям y 1929 р. та про громадське життя в Празі в середині 1920-их роках, а також приготовляв до видання свою платівку інструментальних творів.
Василя Ємця називали «кобзарем у фраку».

## Праці та статті
- Ємець, В. — Відродження бандури // «Сніп», Х.:1912
- Ємець, В. — Шануймо народних співців // «Маяк», ч.8 К.:1913
- Ємець, В. — Кобза — Кілька слів про українського народного струмента та його походження // «Українське слово», ч.76, Берлін.:1921
- Ємець, В. — Кобзарі старих часів // «Українське слово», ч.102, 103, Берлін.:1921
- Jemetz, V — Kobza a kobzari — «Hudebni Vychova» N. 8, 9, 10, 1922 i 6-7, 1923, Praha
- Ємець, В. — Кобза і кобзарі — 1-ше видання, Берлін, 1923, (111с.) 2-ге видання, Н. Й., 1959, 3-тє видання, Київ, 1991.
- Jemetz, V — Kobza narodni hudebni nastroj Ukrajincu — «Prazsky Illustrowany Zpravodaj» N. 216, 1925
- Jemetz, V — Ukrajinsky Kobzar Ostap Veresaj — «Prazsky Illustrowany Zpravodaj» N. 216, 1925
- Jemetz, V — Kobza-Bandura, ukrajinsly narodny nastroj — «Narodna Politika» 22.1.1925 Praha.
- Ємець, В. — Перша кобзарська капела // «Наш світ», 15 лютого, 1925 Варшава.
- Ємець. В. — Кобзар Остап Вересай — «Календар Робітничого Союзу на 1926 р.»- Скрентон, 1925, (С.93-102)
- Ємець, В. — Українські думи // «Канадійський фармер», 26 Березня, 1925 Вінніпеґ, Канада.
- Ємець, В. — Українські народні співці // «Канадійський ранок», 11 і 18 травня, 1926 Вінніпеґ, Канада.
- Ємець, В. — Кобза-бандура — Український народний струмент. // «Дніпро», 15 травня, 1926 — Чикаго.
- Ємець. В. — Кобзар Остап Вересай — «Календар Робітничого Союзу на 1926 р.»- Скрентон, 1926, (С.93-102)
- Ємець, В. — Кобза-бандура — Руський народний музичний інструмент. // «Свобода», 30 вересня, 1926 — Ужгород.
- Ємець, В. — В справі поширення кобзарства // «Народна воля», 23 липня, 1927 — Скрентон, США
- Jemetz, V — Kobza-Bandoura. L'instrument national ukrainien — Liege — Universitaire 13.5.1927 Belgique.
- Ємець, В. — Відродження кобзи. // «Тризуб», 16 січня, 1927 — Париж
- Ємець, В. — На Закарпатті. // «Тризуб», 27 листопада, 1927
- Ємець, В. — Яка кобза є українським національним інструментом. // «Час», 1929 — Чернівці.
- Ємець, В. — 25 літ творчою праці — (Програмка концерту) — Торонто, 1936 (24с.)
- Ємець, В. — Ювілейна пам'ятка з нагоди двадцяти-п'ятилітньої праці Василя Ємця для української музичної мистецтва (1911—1936) — Вінніпеґ, Канада 1936 (24с.) (У бібліотеці Осередку у Вінніпезі)
- Ємець, В. — На добру славу України — г. «Український робітник», Канада 17.11.1950 (Про платівки УКБ та про Тютюнника)
- Ємець, Василь — У золоте 50 річчя на службі Україні — Голівуд, США, 1961 (341с.)
- Ємець. В. — Перша капела бандуристів у світі правди // «Батьківщина», Торонто, № 13-14, 17-31.7.1971, // № 15, (1257) 14.8.1971,
- Ємець, В. — Кобза-бандура — «Кобзарський листок» Рік 5, ч. 32, Лютий, 1977.
- Ємець В. Кобза та кобзарі: з бібліогр. дод. З. Кузелі і з 16 образками / Василь Ємець. — Берлін: Укр. слово, 1923. — 111 с. : іл. — (Бібліотека «Українського слова» ; ч. 34). [Архівовано 21 лютого 2019 у Wayback Machine.]

## Учні
М. Дремцов, О. Обабко, Кузьма Німченко, Антін Чорний, Михайло Теліга

## Вшанування
У рідній Шарівці названо вулицю на його честь.
15 серпня 2020 року на фасаді Будинку культури у селі Шарівка було відкрито меморіальну дошку.

## Галерея

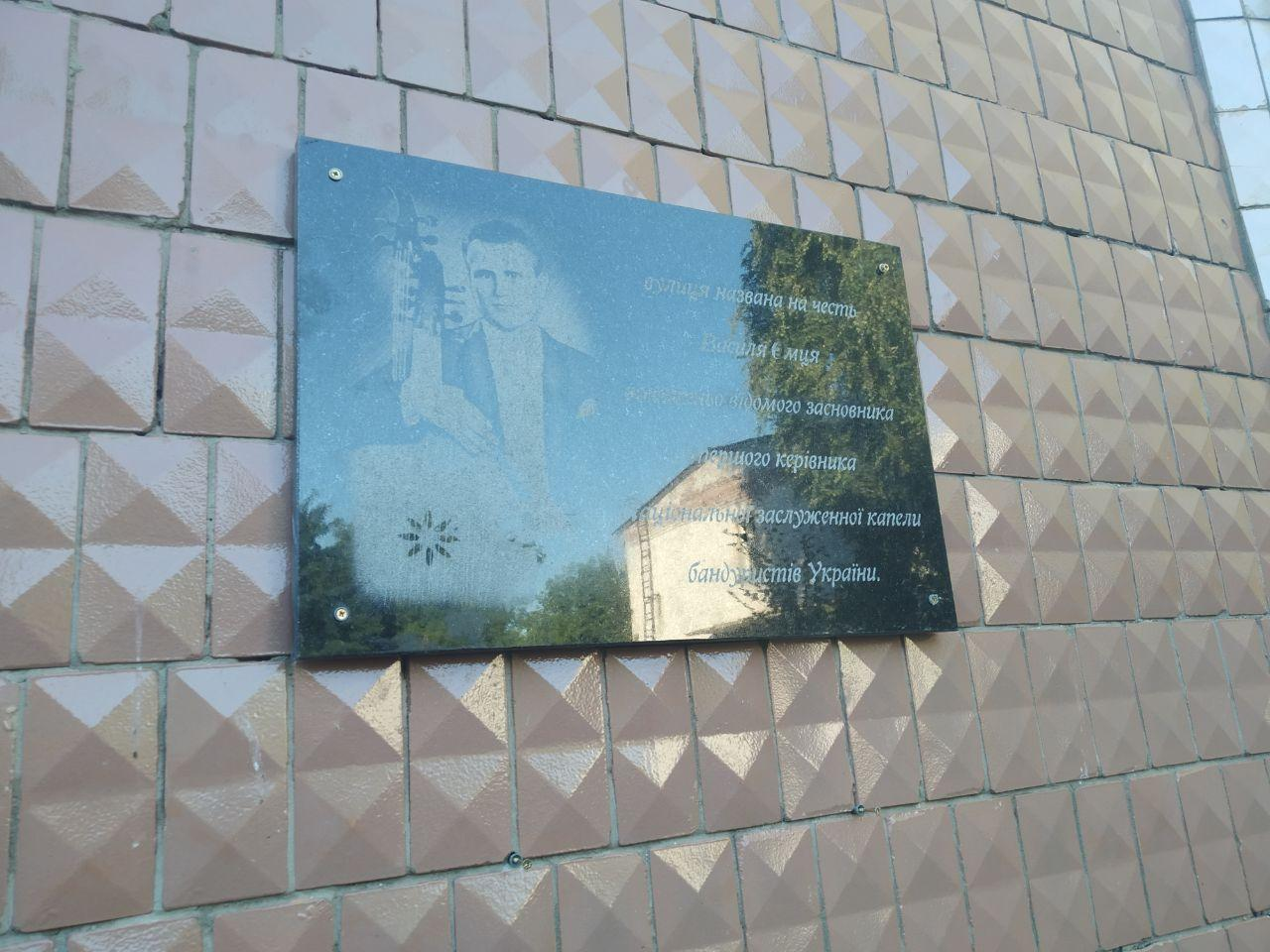
Меморіальна дошка Василю Ємцю у селі Шарівка